# Armağan, Demirci
Armağan là một xã thuộc huyện Demirci, tỉnh Manisa, Thổ Nhĩ Kỳ. Dân số thời điểm năm 2011 là 178 người.